# Ulocysta
Ulocysta is een geslacht van wantsen uit de familie van de Tingidae (Netwantsen). Het geslacht werd voor het eerst wetenschappelijk beschreven door Drake & Hambleton in 1945.

## Soorten
Het genus bevat de volgende soorten:

- Ulocysta praestabilis Drake & Hambleton, 1945
- Ulocysta tricarniata Knudson, 2018